# Universidad Islámica de Azad, rama del sur de Teherán
La Universidad Islámica de Azad, rama del sur de Teherán es una rama de la Universidad Islámica de Azad que se estableció en Teherán en 1986 (1364 H). Esta universidad es considerada una de las mejores ramas de la Universidad Islámica Azad. Inició sus actividades con 700 estudiantes que en su mayoría cursaban en los campos de la ingeniería. En 2004, esta rama de la Universidad Islámica de Azad fue considerada la universidad más concurrida de Irán con más de 40.000 estudiantes en siete escuelas diferentes. También es la tercera de cinco de las mejores universidades sin fines de lucro en Irán (lo que la convierte en una de las más altas entre 1980 y 2014). Su Escuela de Ingeniería es famosa por sus facultades y rigurosa disciplina.

## Facultades
- Facultad de Ingeniería
- Facultad de Ley, Economía y Ciencias Políticas
- Facultad de Literatura persa y Lenguas Extranjeras
- Facultad de Administración y Contabilidad
- Facultad de Ingeniería Industrial
- Facultad de Deporte y Educación Físicos Ciencias
- Facultad de Psicología y Ciencias Educativas

## Facultad de Ingeniería
- Departamento de Ingeniería Civil
  - Agua y estructuras hidráulicas (Doctorado y Maestría)
  - Estructuras (Doctorados y Maestrías)
  - Terremotos (Ph.D.)
  - Transporte (Doctorado y Maestría)
  - Civil (BS)
  - Inspección (BS)
  - Percepción remota (Maestros)
  - GIS (Maestría)
- Departamento de Ingeniería Eléctrica
  - Eléctrica (Doctorado y Maestría)
  - Energía (Maestría)
  - Telecomunicaciones (Maestría)
  - Mecatrónica (Maestría)
- Departamento de Ordenador y LO Ingeniería
  - Software (Maestros)
  - Hardware (Maestros)
  - TI (Maestros)

- Departamento de Ingeniería Mecánica
  - Ingeniería Mecánica (Undergraduate)
  - Conversión de Energía (Ph.D. & Maestros)
  - Diseño aplicado (Ph.D. & Maestros)
  - Sistemas de Energía (Ph.D. & Maestro)
  - Ingeniería del automóvil (Ph.D. & Maestro)

- Departamento de Ingeniería Industrial
  - Búsqueda de Operaciones y Sistemas (Ph.D.)
  - Planificación y Administración (Ph.D.)
  - Automatización (Ph.D.)
  - Administración de sistemas y Productividad (BS y Maestros)

- Departamento de Ingeniería Química
  - Termodinámica y cinética  (Maestros)
  - Ingeniería Medioambiental (Maestros)
  - Ingeniería de Proceso (Maestros)